# Татариново (городской округ Домодедово)
Татариново — деревня в городском округе Домодедово Московской области.

## География
Находится в южной части Московской области на расстоянии приблизительно 27 км на юг-юго-восток по прямой от железнодорожной станции Домодедово.

## История
До 2004 года входила в состав Лобановского сельского округа Домодедовского района.

## Население
Постоянное население составляло 43 человека в 2002 году (русские 98 %), 32 в 2010.